# Journal of Paleontology
Journal of Paleontology  is een internationaal, aan collegiale toetsing onderworpen wetenschappelijk tijdschrift op het gebied van de paleontologie. De naam wordt in literatuurverwijzingen meestal afgekort tot J. Paleontol. Het wordt uitgegeven door The Paleontological Society en verschijnt 24 keer per jaar. Het eerste nummer verscheen in 1927.